# Mouvement national irakien
Pour les articles homonymes, voir Mouvement national.
Le Mouvement national irakien (en anglais : Iraqi National Movement ou Iraqiya List) est une coalition de partis politiques irakiens formée en vue des élections législatives irakiennes de 2010. Son principal dirigeant est Iyad Allaoui, qui avait formé la liste nationale irakienne dans le cadre des élections législatives de 2005. Ses autres dirigeants sont Tareq al-Hachemi, et Saleh al-Mutlaq (Front national irakien du dialogue).
Cette coalition est à tendance laïque, et est de gauche.

## Composition
La coalition est formée à partir de coalitions de partis, les principaux sont (liste non exhaustive) :
- Liste nationale irakienne
  - Parti communiste irakien
  - Entente nationale irakienne
  - Les Irakiens
  - Assemblée des démocrates indépendants
- Front national irakien du dialogue
  - Front national irakien
  - le Parti chrétien démocrate irakien
  - le Front démocratique arabe
  - le Mouvement des Fils de l'Irak
- Renewal List
- Iraqi Turkmen Front
- Al-Hadba

## Élections de 2010
Durant les élections de 2010, la coalition réalise d'importants scores dans les provinces de Al-Anbar (72,7 %), Ninawa (61,5 %), Salah ad-Din (54,6 %), Diyala (50,5 %) et, ainsi que, mais dans des proportions moins fortes, dans les provinces de Kirkuk (39,7 %) et Bagdad (34,9 %).